# نمولي
نِمُولِي (بالإنجليزية: Nimule)‏ ، هي أحد أهم مدن جمهورية جنوب السودان ، وهي تشترك بالحدود جنوب السودان مع أوغندا.

## أعلام
- جيمس موجا